# El génesis en Santa Cariba
El génesis en Santa Cariba es un libro escrito por el hondureño Julio Escoto y publicado por la Editorial Costa Rica en 2007.

## Publicación
Julio Escoto empezó a trabajar en su novela tras el huracán Mitch en 1998. El libro fue publicado finalmente en 2007, y fue presentado en la Biblioteca Nacional de Tegucigalpa. El investigador de la literatura hondureña, Héctor Leyva, definió a la novela como "espléndida". Por su parte, el poeta Víctor Manuel Ramos declaró: "en El génesis de Santa Cariba encontré una página de literatura erótica que bien pudo firmarla el autor de Paradiso, José Lezama Lima".

## Argumento
Es la única novela de Julio Escoto en la que hace a un lado la historiografía para dar paso a eventos completamente ficticios. La novela son varios argumentos separados que cuentan una historia cada uno. Una isla conquistada por los británicos en la que no existe el paso del tiempo. Un presidente llamado Salvador Lejano, que mientras lucha entre dos amores, enfrentará un golpe de Estado. Una pintora adolescente llamada Alfonsina Mucha, que desfallece de amor. Un obispo agnóstico que lidera una dictadura revolucionaria. Una revolucionaria llamada Crista Meléndez, que es asesinada y resucita al tercer día. Una historia de amor entre dos hombres que se aman bajo una montaña que se derrumba. Una periodista que aumenta de peso cada vez que sufre una decepción. Y un sacerdote llamado Casto Medellín, que ha extraviado la virginidad como si de un objeto se tratase.